# Boa Entradinha
Boa Entradinha es una localidad caboverdiana del municipio de Santa Catarina.

## Geografía
La localidad está situada en la isla de Santiago.

## Organización territorial
La localidad abarca los lugares y barrios de:
- Alentajo
- Carreira
- Casa Escola
- Chão Formoso
- Covão Pereira
- Culumban
- Cutelo
- Cutelo Djabe
- Cutelo Lopes
- Djabe
- Fonte Grande
- Lém Moreira
- Lém Vaz
- Longueira
- Noneira
- Palha Carga
- Rabo Mula
- Riba Monte
- Romão
- Romba